# Trilepida
Trilepida – rodzaj węży z podrodziny Epictinae w rodzinie węży nitkowatych (Leptotyphlopidae).

## Zasięg występowania
Rodzaj obejmuje gatunki występujące w Ameryce Centralnej (Panama) i Południowej (Kolumbia, Wenezuela, Gujana, Surinam, Gujana Francuska, Brazylia i Ekwador). 

## Systematyka

### Etymologia
Trilepida: gr. τρι- tri- „trzy-”, od τρεις treis, τρια tria „trzy”; λεπις lepis, λεπιδος lepidos „łuska, płytka”, od λεπω lepō „łuszczyć”.

### Podział systematyczny
Do rodzaju należą następujące gatunki:
- Trilepida acutirostris Pinto & Curcio, 2011
- Trilepida affinis (Boulenger, 1884)
- Trilepida anthracina (Bailey, 1946)
- Trilepida brasiliensis (Laurent, 1949)
- Trilepida brevissima (Shreve, 1964)
- Trilepida dimidiata (Jan, 1861)
- Trilepida dugandi (Dunn, 1944)
- Trilepida fuliginosa (Passos, Caramaschi & Pinto, 2006)
- Trilepida jani (Pinto & Fernandes, 2012)
- Trilepida joshuai (Dunn, 1944)
- Trilepida koppesi (Amaral, 1955)
- Trilepida macrolepis (Peters, 1858)
- Trilepida nicefori (Dunn, 1946)
- Trilepida pastusa Salazar-Valenzuela, Martins, Amador-Oyola & Torres-Carvajal, 2015
- Trilepida salgueiroi (Amaral, 1955)